# Stenus scutiger
Stenus (Hypostenus) scutiger – gatunek chrząszcza z rodziny kusakowatych i podrodziny myśliczków (Steninae).
Gatunek ten został opisany w 1886 roku przez Davida Sharpa, który jako lokalizację typową wskazał Volcan de Chiriqui w Panamie.
Samiec ma szósty sternit słabo, okrągławo wykrojony. Piąty sternit jest u niego jeszcze słabiej wycięty i opatrzony przed środkiem spłaszczeniem, na którym znajduje się srebrne owłosienie i które jest słabiej i gęściej punktowane niż boki.
Chrząszcz neotropikalny, znany z Panamy i Wenezueli.